# Ексцес виконавця
Ексцес виконавця — вчинення виконавцем злочину дій, які не охоплюються умислом інших співучасників, якщо його дії утворюють самостійний склад злочину або його дії суттєво відрізняються від дій, запланованих іншими учасниками.
Розрізняють кількісний та якісний ексцес виконавця. Кількісний ексцес має місце там, де виконавець учинив однорідний злочин, але більш тяжкий, ніж було заплановано співучасниками (наприклад, вчинив розбій замість крадіжки). В цьому разі виконавець несе відповідальність за статтею, що передбачає покарання за фактично вчинений ним злочин, а співучасники несуть відповідальність за статтею, якою передбачено злочин, який вони планували здійснити. Про якісний ексцес кажуть тоді, коли виконавець учинив неоднорідний, зовсім інший злочин додатково до злочину, який було заплановано. В цьому разі виконавець несе відповідальність за злочин, вчинений у співучасті, і додатково за злочин, який він вчинив унаслідок ексцесу.
В обох випадках співучасники (підбурювач, організатор, пособник) несуть відповідальність лише за статтею Кримінального кодексу, яка передбачає покарання за злочин, який охоплювався їхнім спільним умислом і щодо вчинення якого у них була змова.